# جائزة الولايات المتحدة الكبرى 1991
جائزة الولايات المتحدة الكبرى 1991 هو سباق فورمولا 1 أقيم بتاريخ 10 مارس 1991 في أريزونا. كان الأول من أصل 16 في بطولة العالم لسباقات الفورمولا واحد موسم 1991.

## الترتيب النهائي
| الترتيب | السائق          | النقاط |
| ------- | --------------- | ------ |
| 1       | آيرتون سينا     | 10     |
| 2       | ألن بورست       | 6      |
| 3       | نيلسون بيكيه    | 4      |
| 4       | ستيفانو مودينا  | 3      |
| 5       | ساتورو ناكاجيما | 2      |
| المصدر: |                 |        |